# Fatsa (district)
Fatsa is een Turks district in de provincie Ordu en telt 96.135 inwoners (2007). Het district heeft een oppervlakte van 300,0 km². Hoofdplaats is Fatsa.
De bevolkingsontwikkeling van het district is weergegeven in onderstaande tabel.
| 1997    | 2000    | 2007   |
| ------- | ------- | ------ |
| 110.614 | 120.774 | 96.135 |